# Llista d'additius de la gasolina
Els additius de la gasolina augmenten la taxa de l'índex d'octà de la gasolina o actuen com a inhibidors de la corrosió o lubricants, permetent així l'ús de relacions de compressió més altes per a una major eficiència i potència. Els tipus d'additius inclouen desactivadors metàl·lics, inhibidors de la corrosió, oxigenants i antioxidants.
Alguns additius són nocius i estan regulats o prohibits en alguns països.

## Additius
- Oxigenants
  - Alcohols:
    - Metanol (MeOH)
    - Etanol (EtOH);vegeu també mescles comunes de combustibles d'etanol
    - Alcohol isopropílic (IPA)
    - n-butanol (BuOH)
    - T-butanol de benzina (GTBA)

  - Èters:
    - Èter metil terc-butílic (MTBE), ara prohibit a molts estats dels EUA per a ús per carretera, principalment a causa de la contaminació de l'aigua.
    - Amil metil èter terciari (TAME)
    - Èter hexilmetílic terciari (TEMA)
    - Eter butílic terciari etil (ETBE)
    - Amil etil èter terciari (TAEE)
    - Èter diisopropílic (DIPE)
- Antioxidants, estabilitzants
  - Hidroxitoluen butilat (BHT)
  - 2,4-dimetil-6-terc-butilfenol
  - 2,6-di-tert-butilfenol (2,6-DTBP)
  - p-fenilendiamina
  - Etilendiamina
- Detergents:
  - Amines també conegudes com "enriquides amb nitrogen"
    - Polibuteneamina (PBA)
    - Polieteramina (PEA);vegeu també Techron
    - Poliisobutileneamina (PIBA)
- Agents antidetonants:
  - Tetraethyllead (TEL), ara prohibit a quasi tot arreu per causar danys cerebrals.
  - El tricarbonil metilciclopentadienil manganès (MMT) és una substància neurotòxica extremadament verinosa i és mortal si s'ingereix o inhala i provoca una malaltia similar al Parkinson anomenada manganisme.[1]
  - Ferrocè, altament tòxic.[2]
  - Metilfosfonat de dimetil
  - Toluen
  - Isooctà
  - Triptà
- Residus de plom (de la gasolina amb plom)
  - Tricresil fosfat (TCP) (també additiu AW i additiu EP)
  - 1,2-dibromoetà
  - 1,2-dicloroetà
- Colorants de combustible, més freqüents:
  - Dissolvent Roig 24
  - Disolvent Roig 26
  - Dissolvent Groc 124
  - Dissolvent Blau 35
- Additius per a combustibles en general
  - L'èter i altres hidrocarburs inflamables s'han utilitzat àmpliament com un líquid d'arrencada per a molts motors difícils d'arrencar, especialment els motors dièsel.
  - El nitrometà, o nitro, és un combustible de carreres d'alt rendiment.
  - L'acetona és un additiu de vaporització, que s'utilitza principalment amb combustible per a carreres de metanol per millorar la vaporització en iniciar-se.
  - Cautxú butílic (com a poliisobutilè succinimida, detergent per evitar que es contaminen els injectors de gasoil)
  - El picrat ferrós s'utilitza en el combustible dièsel per augmentar l'eficiència de la conversió de combustible i reduir les emissions.

## Formulacions de carreres
- El nitrometà pot augmentar l'índex de cetà del gasoil, i així millorar les seues propietats de combustió.
- L'òxid nitrós, o simplement nitro, és un oxidant que s'utilitza en moltes formes d'esports de motor com ara les curses d'acceleració i les curses il·legals.